# Partit Comunista de Bolívia
El Partit Comunista de Bolívia (PCB) va ser un partit polític marxista de Bolívia. Va ser fundat el 17 de gener de 1950 i va estar actiu al país durant al voltant de 53 anys quan la Cort Nacional Electoral de Bolívia va decidir per Resolució Núm. 043/2003 del 22 de juliol de 2003, cancel·lar la personalitat jurídica del partit.

## Història
El 1950 es va fundar el Partit per militants escindits del Partit d'Esquerra Revolucionària; sent immediatament declarat il·legal pel govern de Mamerto Urriolagoitia. Entre els seus fundadors es trobaven entre altres: Sergio Almaraz Paz, José Pereyra, Víctor Hugo Líbera, Mario Monje Molina, Luis Ballón Sanjinés, Ramiro Otero Lugones, Jorge Ballón Sanjinés, Jorge Ovando Sanz, Néstor Taboada i Simón Reyes.
Al 1952 dona suport al Moviment Nacionalista Revolucionari i el seu govern transformador fins al cop d'estat dels militars.
Al 1966 va donar suport a la formació de la guerrilla de l'Exèrcit d'Alliberament Nacional (ELN) que Ernesto Che Guevara pretenia instal·lar a Bolívia. En els seus inicis el Partit va enviar militants a entrenar-se a Cuba, participant activament en les columnes guerrilleres: els germans Inti Peredo i Coco Peredo, "Lloro" Vázquez Viana, Rodolfo Saldaña, "Ñato" Méndez Korné i Benjamí Coronat Córdova, tots militants de la Joventut Comunista.
Al 1967 enfront de la instal·lació a Bolívia de la guerrilla, Mario Monje per aquest llavors Secretari General del Partit, va sol·licitar ser nomenat Comandant de la mateixa, la qual cosa va ser negat pels seus militants i per l'absurd de la petició que és descrit per Fidel Castro en el seu pròleg al Diari del Che a Bolívia com una jugada per a no assumir el seu compromís i qualificat per Inti Peredo com una traïció. Davant la negativa, la direcció va suprimir el suport logístic a la guerrilla, encara que molts dels seus militants van renunciar i es van alinear a l'ELN, la falta d'una xarxa urbana de suport a la guerrilla és considerat com un dels factors del fracàs d'aquesta que va culminar amb la mort del Comandant Che Guevara.
Mentrestant, el Partit va ser perseguit durament i proscrit pels Règims militars que s'instal·len el 1967 i que perduren fins al 1982.
El 1971 el PCB participa de l'Assemblea del Poble, multipartidaria que va forçar l'obertura política inicialment amb el Gral. Hugo Banzer Suárez.
Durant el reinici de les activitats polítiques, el PCB s'emmarca en la coalició "Unitat Democràtica i Popular", amb sectors esquerrans del Moviment Nacionalista Revolucionari (MNR), que va fer costat a Hernán Siles Suazo en 1978, 1979 i 1980.

En 1985 inicia una nova coalició, Front Poble Unit, que després es diria Esquerra Unida entre 1989 i 1997. Pràcticament després d'aquesta data tota l'esquerra boliviana ingressa al Moviment al Socialisme.
El 2003 mitjançant la Resolució 043/2003 de la Cort Nacional Electoral cancel·la la Personalitat Jurídica per incompliment del requisit de publicar els seus llistats de militants. El romanent del PCB històric té una relació de suport cap al govern d'Evo Morales, sent que diversos dels seus militants han exercit funció de govern: Ignacio Mendoza (exsenador), Víctor Càceres (exministre d'Educació), Pedro Quiroz (ex-Viceministre de l'Interior).

## Secretaris Generals
| N.º | Secretari | Secretari               | Mandat | Mandat |
| N.º | Secretari | Secretari               | Inici  | Fi     |
| --- | --------- | ----------------------- | ------ | ------ |
| 1   |           | Simón Reyes Rivera      | 1950   | 1967   |
| 2   |           | Mario Monje             | 1967   | 1970   |
| 3   |           | Jorge Kolle Cueto       | 1970   | 1981   |
| 4   |           | Marcos Domic Ruiz       | 1985   | 2003   |
| 5   |           | Ignacio Mendoza Pizarro | 2003   | 2016   |

## Eleccions

### Candidatures Presidencials
| Elecció | Candidats                | Primera volta | Primera volta | Segona volta | Segona volta | Resultat  | Nota                         |
| Elecció | Candidats                | Vots          | %             | Vots         | %            | Resultat  | Nota                         |
| ------- | ------------------------ | ------------- | ------------- | ------------ | ------------ | --------- | ---------------------------- |
| 1978    | Hernán Siles Suazo       | 484,383       | 25,01%        |              |              | No electe | Unidad Democrática y Popular |
| 1979    | Hernán Siles Suazo       | 528,696       | 35,99%        |              |              | Sí electe | Unidad Democrática y Popular |
| 1980    | Hernán Siles Suazo       | 507,173       | 38,74%        |              |              | Sí electe | Unidad Democrática y Popular |
| 1985    | Antonio Araníbar Quiroga | 38,124        | 2,53%         |              |              | No electe | Frente Pueblo Unido          |
| 1989    | Antonio Araníbar Quiroga | 113,509       | 8,02%         |              |              | No electe | Izquierda Unida              |
| 1993    | Ramiro Velasco Romero    | 16,137        | 0,98%         |              |              | No electe | Izquierda Unida              |
| 1997    | Alejo Véliz Lazo         | 80,806        | 3,71%         |              |              | No electe | Izquierda Unida              |
| 2002    | Juan Evo Morales Aima    | 581,884       | 20,94%        |              |              | No electe | Suport al MAS                |